# Promienionóżki
Promienionóżki (Actinopoda) – podtyp pierwotniaków wodnych, obejmujący trzy gromady: kolconóżki (Acantharia), słonecznice (Heliozoa) i promienice (Radiolaria).
U wszystkich promienionóżek występują aksonemy (szkielet wewnętrzny zbudowany z krzemionki, węglanu wapnia lub siarczanu strontu), promienice mają ponadto chitynowe torebki okołojądrowe. Od centralnej części komórki odchodzą promieniście cienkie nibynóżki, które często są wzmacniane krzemionkowymi igiełkami. Promienionóżki występują w wodach słodkich i słonych jako organizmy wolno żyjące.